# Atletica leggera ai Giochi della XXXII Olimpiade - Staffetta 4×400 metri mista

Video ufficiale della Finale

Ai Giochi della XXXII Olimpiade la Staffetta 4×400 metri mista si è svolta nei giorni 30 e 31 luglio 2021 presso lo Stadio nazionale di Tokyo.
Inserita per la prima volta nel programma di gare dei Giochi olimpici, la prova vede contrapporsi squadre nazionali composte da due uomini e due donne, e il cui ordine di partenza è totalmente libero. La staffetta 4×400 metri mista è apparsa per la prima volta in una competizione mondiale in occasione dei Campionati del mondo di atletica leggera 2019.

## Programma
Gli orari sono in Japan Standard Time (UTC+9)
| Data                    | Ora   | Evento   |
| ----------------------- | ----- | -------- |
| Venerdì, 30 luglio 2021 | 20:00 | Batterie |
| Sabato, 31 luglio 2021  | 21:35 | Finale   |

## Risultati

### Batterie
Si qualificano alla finale i primi tre di ogni batteria (Q) e i due migliori tempi degli esclusi (q).

#### Batteria 1
| Class | Corsia | Nazione         | Atleta                                                                                       | Reazione | Tempo   | Note             |
| ----- | ------ | --------------- | -------------------------------------------------------------------------------------------- | -------- | ------- | ---------------- |
| 1     | 3      | Stati Uniti     | Elija Godwin, Lynna Irby, Taylor Manson, Bryce Deadmon                                       | 0"182    | 3'11"39 | Q                |
| 2     | 7      | Rep. Dominicana | Lidio Andrés Feliz, Marileidy Paulino, Anabel Medina Ventura, Luguelín Santos                | 0"253    | 3'12"74 | Q                |
| 3     | 2      | Belgio          | Alexander Doom, Imke Vervaet, Camille Laus, Jonathan Borlée                                  | 0"177    | 3'12"75 | Q                |
| 4     | 5      | Irlanda         | Cillin Greene, Phil Healy, Sophie Becker, Christopher O'Donnell                              | 0"137    | 3'12"88 | q                |
| 5     | 4      | Germania        | Marvin Schlegel, Corinna Schwab, Ruth Spelmeyer, Manuel Sanders                              | 0"189    | 3'12"94 | Record nazionale |
| 6     | 6      | Spagna          | Samuel García, Laura Bueno, Aauri Bokesa, Bernat Erta                                        | 0"176    | 3'13"29 | Record nazionale |
| 7     | 8      | Nigeria         | Ifeanyi Emmanuel Ojeli, Imaobong Nse Uko, Samson Oghenewegba Nathaniel, Patience Okon George | 0"196    | 3'13"60 | Record africano  |

#### Batteria 2
| Class | Corsia | Nazione       | Atleta                                                                     | Reazione | Tempo   | Note                |
| ----- | ------ | ------------- | -------------------------------------------------------------------------- | -------- | ------- | ------------------- |
| 1     | 2      | Polonia       | Dariusz Kowaluk, Iga Baumgart, Małgorzata Hołub-Kowalik, Kajetan Duszyński | 0"156    | 3'10"44 | Q                   |
| 2     | 9      | Paesi Bassi   | Jochem Dobber, Lieke Klaver, Lisanne de Witte, Ramsey Angela               | 0"178    | 3'10"69 | Q                   |
| 3     | 5      | Giamaica      | Sean Bailey, Junelle Bromfield, Stacey-Ann Williams, Karayme Bartley       | 0"180    | 3'11"76 | Q                   |
| 4     | 6      | Gran Bretagna | Cameron Chalmers, Zoey Clark, Emily Diamond, Lee Thompson                  | 0"189    | 3'11"95 | q                   |
| 5     | 7      | Italia        | Edoardo Scotti, Alice Mangione, Rebecca Borga, Vladimir Aceti              | 0"184    | 3'13"51 |                     |
| 6     | 4      | Ucraina       | Mykyta Barabanov, Kateryna Klymyuk, Alina Lohvynenko, Oleksandr Pohorilko  | 0"157    | 3'14"21 |                     |
| 7     | 8      | Brasile       | Pedro Burmann, Tiffani Marinho, Tábata de Carvalho, Anderson Henriques     | 0"185    | 3'15"89 | Record sudamericano |
| 8     | 3      | India         | Mohammad Anas Yahiya, Revathi Veeramani, Subha Venkatesan, Arokia Rajiv    | 0"158    | 3'19"93 |                     |

### Finale
| Class   | Corsia | Nazione         | Atleta                                                                         | Reazione | Tempo   | Note                                     |
| ------- | ------ | --------------- | ------------------------------------------------------------------------------ | -------- | ------- | ---------------------------------------- |
| Oro     | 5      | Polonia         | Karol Zalewski, Natalia Kaczmarek, Justyna Święty-Ersetic, Kajetan Duszyński   | 0"157    | 3'09"87 | Record olimpico · Record europeo         |
| Argento | 6      | Rep. Dominicana | Lidio Andrés Feliz, Marileidy Paulino, Anabel Medina Ventura, Alexander Ogando | 0"184    | 3'10"21 | Record nazionale                         |
| Bronzo  | 4      | Stati Uniti     | Trevor Stewart, Kendall Ellis, Kaylin Whitney, Vernon Norwood                  | 0"167    | 3'10"22 | Miglior prestazione personale stagionale |
| 4       | 7      | Paesi Bassi     | Liemarvin Bonevacia, Lieke Klaver, Femke Bol, Ramsey Angela                    | 0"209    | 3'10"36 | Record nazionale                         |
| 5       | 8      | Belgio          | Dylan Borlée, Imke Vervaet, Camille Laus, Kevin Borlée                         | 0"165    | 3'11"51 | Record nazionale                         |
| 6       | 2      | Gran Bretagna   | Nicklas Baker, Nicole Yeargin, Emily Diamond, Cameron Chalmers                 | 0"169    | 3'12"07 |                                          |
| 7       | 9      | Giamaica        | Sean Bailey, Stacey-Ann Williams, Tovea Jenkins, Karayme Bartley               | 0"208    | 3'14"95 |                                          |
| 8       | 1      | Irlanda         | Cillin Greene, Phil Healy, Sophie Becker, Christopher O'Donnell                | 0"140    | 3'15"04 |                                          |
|         | 3      | Germania        | Marvin Schlegel, Corinna Schwab, Nadine Gonska, Manuel Sanders                 | 0"182    | dq      | TR 24.6.3                                |